# Villa aegyptiaca
Villa aegyptiaca är en tvåvingeart som beskrevs av Engel 1937. Villa aegyptiaca ingår i släktet Villa och familjen svävflugor.
Artens utbredningsområde är Egypten. Inga underarter finns listade i Catalogue of Life.